# Calcutta (Ohio)
Calcutta és una concentració de població designada pel cens dels Estats Units a l'estat d'Ohio. Segons el cens del 2000 tenia 3.491 habitants.

## Demografia
Segons el cens del 2000, Calcutta tenia 3.491 habitants, 1.417 habitatges, i 1.025 famílies. La densitat de població era de 114,7 habitants/km².
Dels 1.417 habitatges en un 27,7% hi vivien nens de menys de 18 anys, en un 62,2% hi vivien parelles casades, en un 7,7% dones solteres, i en un 27,6% no eren unitats familiars. En el 25,2% dels habitatges hi vivien persones soles el 14,9% de les quals corresponia a persones de 65 anys o més que vivien soles. El nombre mitjà de persones vivint en cada habitatge era de 2,38 i el nombre mitjà de persones que vivien en cada família era de 2,84.
Per edats la població es repartia de la següent manera: un 20,6% tenia menys de 18 anys, un 5,7% entre 18 i 24, un 23,7% entre 25 i 44, un 27,4% de 45 a 60 i un 22,6% 65 anys o més.
L'edat mediana era de 45 anys. Per cada 100 dones de 18 o més anys hi havia 84,6 homes.
La renda mediana per habitatge era de 36.194 $ i la renda mediana per família de 45.750 $. Els homes tenien una renda mediana de 41.077 $ mentre que les dones 21.352 $. La renda per capita de la població era de 19.536 $. Aproximadament el 3% de les famílies i el 8,3% de la població estaven per davall del llindar de pobresa.

## Poblacions properes
El següent diagrama mostra les poblacions més properes.